# لوفکسیدین
لوفکسیدین (انگلیسی: Lofexidine) که با نام تجاری Lucemyra نیز فروخته می‌شود، دارویی است که در گذشته برای درمان فشار خون بالا استفاده می‌شد. امروزه بیشتر برای کمک به علائم فیزیکی ترک مواد افیونی استفاده می‌شود. از طریق دهان مصرف می‌شود. این دارو یک آگونیست گیرنده آدرنرژیک α2A است. در سال ۲۰۱۸ توسط اداره غذا و داروی ایالات متحده مورد تایید قرار گرفت.

## کاربرد پزشکی
در ایالات متحده، نام تجاری Lucemyra (لوفکسیدین HCl) برای «کاهش علائم ترک برای تسهیل قطع ناگهانی مواد افیونی در بزرگسالان» برای مدت درمان ۱۴ روز تایید شده‌است. در بریتانیا، لوفکسیدین معمولاً همراه با آنتاگونیست گیرنده مواد افیونی، نالترکسون، در موارد سم‌زدایی سریع استفاده می‌شود. هنگامی که این دو دارو با هم جفت می‌شوند، نالترکسون برای ایجاد محاصره گیرنده مواد افیونی تجویز می‌شود که سوژه را به ترک فوری می برد و فرآیند سم زدایی را تسریع می‌کند، در حالی که لوفکسیدین برای تسکین علائم مرتبط با ترک از جمله لرز، تعریق، گرفتگی معده، گرفتگی عضلات تجویز می‌شود.

## ترک مواد افیونی
دستورالعمل‌های مؤسسه ملی تعالی بهداشت و مراقبت بریتانیا (NICE) استفاده از متادون یا بوپرنورفین را به عنوان عوامل خط اول در مدیریت اختلال مصرف مواد افیونی توصیه می‌کند. با این حال، لوفکسیدین یک جایگزین قابل قبول برای افرادی با وابستگی خفیف یا نامشخص به مواد افیونی که نیاز به سم زدایی کوتاه مدت دارند در نظر گرفته می‌شود.
لوفکسیدین یک اپیوئید نیست. علائم ترک مواد افیونی را از بین نمی‌برد، بلکه آنها را کاهش می‌دهد. در واقع، یکی از کاربردهای پیشنهادی برای لوفکسیدین، کاهش علائم ترک وابستگی به متادون است. استفاده از آن در ایالات متحده تا ۱۴ روز تایید شده است.

### سایر کاربردهای بالینی
امکان استفاده از لوفکسیدین برای درمان علائم ترک الکل بررسی شده است، و هنوز نشان داده نشده است که یک درمان موثر باشد. همچنین در درمان موارد گرگرفتگی پس از یائسگی استفاده می شود.

### جمعیت‌های خاص
ایمنی لوفکسیدین در بارداری یا در هنگام شیردهی ناشناخته است. در صورت وجود نارسایی مزمن کلیه، احتیاط لازم است.

## عوارض جانبی
عوارض جانبی پس از مصرف لوفکسیدین شامل موارد زیر است:
- ضربان قلب آهسته
- سرگیجه
- خواب آلودگی
- خشکی دهان
- فشار خون پایین
- طولانی شدن QT

افزون بر این، افراد ممکن است پس از قطع لوفکسیدین، جهش ناگهانی فشار خون را تجربه کنند.

## تداخلات
بسیاری از تداخلات دارویی با لوفکسیدین ممکن است رخ دهد.

### طولانی شدن QT
لوفکسیدین فاصله QT را طولانی‌تر می‌کند، که می‌تواند منجر به یک تداخل شدید (torsade de pointes) در ترکیب با داروهای دیگر شود که فاصله QT را نیز طولانی‌تر می‌کنند.  ویژگی‌های خاص بیمار که خطر تداخل دارویی با دارو را افزایش می‌دهند عبارتند از:
- افزایش سن
- جنسیت زن
- بیماری قلبی
- اختلالات الکترولیت (پتاسیم خون پایین)

در نتیجه، بسیاری از داروهای طولانی کننده QT وجود دارند که ممکن است با لوفکسیدین تداخل داشته باشند.  
اینها شامل داروهایی مانند متادون، آمیودارون، سیتالوپرام و فلوکونازول است. سایر داروها ممکن است خطر سطح پایین پتاسیم در خون را افزایش دهند و در نتیجه به طور غیرمستقیم خطر طولانی شدن QT را افزایش دهند.  برای مثال، دگزامتازون، هیدروکلروتیازید و تئوفیلین می‌توانند سطح پتاسیم خون را کاهش دهند.

### افسردگی CNS
لوفکسیدین می‌تواند سیستم عصبی مرکزی (CNS) را کاهش دهد، که در ترکیب با سایر داروهای مضعف CNS، ممکن است توانایی فرد را برای انجام کارهایی که نیاز به مهارت و توجه دارند کاهش دهد. به عنوان مثال، کلوبازام، گاباپنتین و لوتیراستام همه می‌توانند CNS را کاهش دهند.

### فشار خون بالا
هنگامی که لوفکسیدین با سایر داروهای کاهش دهنده فشار خون ترکیب شود، خطر فشار خون پایین افزایش می‌یابد. اینها ممکن است شامل لوزارتان، متوپرولول و پرامی‌پکسول باشند.